# Scinexx
Scinexx (Eigenschreibweise scinexx) ist ein deutsches Onlinemagazin des Wissenschaftsjournalismus. Es liefert vornehmlich Nachrichten und Berichte aus der Wissenschaft mit inhaltlichen Schwerpunkten aus Bereichen wie Biotechnologie, Medizin, Astronomie, Physik, Technik und Trends in Umwelt- und Geoforschung.

## Geschichte
Scinexx wurde 1998 als Gemeinschaftsprojekt von Springer Science+Business Media (Heidelberg) und der Düsseldorfer MMCD NEW MEDIA GmbH gegründet und wird von Forschungsinstituten und wissenschaftlichen Gesellschaften unterstützt. Vor 2014 übernahm die Konradin Mediengruppe, die unter anderem auch Natur und Bild der Wissenschaft herausgibt, das Magazin Scinexx. Gleichzeitig wurde das Portal wissen.de erworben.
Die Wissenschaftsjournalistin und Biologin Nadja Podbregar ist seit 2012 Chefredakteurin von Scinexx, davor war sie bereits seit der Gründung 1998 Autorin von Scinexx.

## Beschreibung
Scinexx enthält aktuelle Informationen zu vielen Wissenschaftsbereichen wie Geographie, Biologie oder Erneuerbare Energien. Es beinhaltet downloadbare Materialien für den Unterricht, Arbeitsblätter (vor allem zu Geowissenschaften), animierte Bilder und weiteres Bildmaterial.

### Gliederung
Die Website von Scinexx ist in folgende Rubriken geordnet:
- Geowissen
- Biowissen
- Medizin
- Energie
- Technik
- Kosmos
- Dossiers

Weiters gibt es eine Rubrik „Jobs“ mit Jobangeboten von Scinexx, die Möglichkeit des Erhalts eines wöchentlichen Newsletters sowie einen Webshop.

### Kooperationspartner
Kooperationspartner von Scinexx sind unter anderem:
- das Bundesministerium für Bildung und Forschung über das Wissenschaftsjahr 2013 – Die demografische Chance[5]
- die Website Focus Online[6]
- die Website Glonaabot[7]
- der Fachverlag Springer Spektrum[3]

## Zielgruppen und Reichweite
Laut dem Impressum spreche das Magazin „alle wissbegierigen User an – ob in Beruf, Studium oder Freizeit“. Anfang 2019 wurden für das „Online Netzwerk Wissen“, zu dem auch Scinexx gehört, mehr als 3.600.000 Visits und mehr als 5,5 Millionen Seitenabrufe im Monat angegeben.